# Östringen
Östringen est une ville de Bade-Wurtemberg (Allemagne), située dans l'arrondissement de Karlsruhe, dans l'aire urbaine Mittlerer Oberrhein, dans le district de Karlsruhe.

## Personnalités liées à la ville
- Jakob Scheuring (1912-2001), athlète
- Rudi Hoffmann (1935-2020), footballeur
- Theodor Hoffmann (1940-2011), footballeur
- Heribert Rech (1950-), homme politique